# 장기초등학교 (세종)
장기초등학교는 대한민국 세종특별자치시 장군면 도계리 소재의 공립 초등학교이다.

## 학교 연혁
- 1930년 6월 5일 공주군 장기공립보통학교로 개교
- 1938년 4월 1일 장기공립심상소학교로 개칭[1]
- 1941년 4월 1일 장기공립국민학교로 개칭[2]
- 1979년 3월 1일 송선국민학교 분리
- 1981년 3월 12일 병설유치원 개원
- 1994년 3월 1일 송선분교장 편입
- 1996년 3월 1일 장기초등학교 개명[3]
- 1998년 3월 1일 송선분교장 통폐합
- 2003년 12월 19일 다목적실 준공(238.8m2)
- 2004년 12월 30일 유치원 2개 교실 신축
- 2008년 3월 1일 당암초등학교 통폐합
- 2008년 3월 1일 초등학교 10학급 유치원 2학급 편성
- 2009년 2월 3일 다목적 강당 준공(825.8m2)
- 2010년 3월 1일 특수학습 신설
- 2012년 7월 1일 세종특별자치시로 편입
- 2018년 1월 23일 제85회 13명 졸업(총 졸업생 8,985명)

## 참고 자료
- 세종장기초등학교 - 한국교육학술정보원 학교알리미